# Kibab Kabir
Kibab Kabir – wieś w Syrii, w muhafazie Aleppo. W 2004 roku liczyła 550 mieszkańców.